# Wout Wijsmans
Wout Wijsmans (ur. 17 lipca 1977 w Hasselt) – belgijski siatkarz, były reprezentant Belgii, grający na pozycji przyjmującego. 

## Sukcesy klubowe
Puchar Belgii:
- 1996, 1998, 1999

Superpuchar Belgii:
- 1997, 1998

Mistrzostwo Belgii:
- 1998, 1999
- 2016

Liga Mistrzów:
- 2002
- 1999, 2013

Puchar Włoch:
- 2003, 2006, 2011

Puchar CEV:
- 2010
- 2003
- 2009

Mistrzostwo Włoch:
- 2010[1]
- 2011
- 2003, 2006, 2007, 2008, 2012

Superpuchar Włoch:
- 2010

Mistrzostwo Chin:
- 2014

Klubowe Mistrzostwa Azji:
- 2014

## Nagrody indywidualne
- 2002: Najlepszy atakujący Ligi Mistrzów
- 2010: MVP i najlepszy zagrywający turnieju finałowego Pucharu CEV[2]